# Wagatsuma Sakae
Wagatsuma Sakae (japanisch 我妻 榮; geboren 1. April 1897 in Yonezawa (Präfektur Yamagata); gestorben 21. Oktober 1973) war ein japanischer Rechtsgelehrter.

## Leben und Wirken
Wagatsuma Sakae machte 1920 seinen Abschluss an der Universität Tōkyō. Danach studierte er Bürgerliches Recht unter Hatoyama Hideo (1884–1946). 1922 erhielt er eine Anstellung an seiner Alma Mater und wirkte dort bis zur Verabschiedung 1957 als „Meiyo Kyōju“. Als Mitglied vieler Regierungskommissionen war er nach Ende des Pazifikkriegs 1945 an der Formulierung des Bürgerlichen Gesetzbuches, insbesondere des Familienrechts beteiligt.
Zu Wagatsumas Werken gehören die „Vorlesungen zum Bürgerlichen Gesetz“ (民法公義, Mimpō kōgi), die in sieben Bänden von 1932 bis 1962 erschienen. Sie werden als Standardwerk zu diesem Rechtsbereich angesehen. Ein weiteres Werk, „Der ausdrückliche Vorrang der Schuldforderung im gegenwärtigen Recht“ (近代法における債権の優越的地位, Kindaihō ni okeru saiken no yuetsu-teki chii), zeigt Wagatsumas Interesse an der Beziehung von Kapitalismus und privatem Recht.
1964 wurde Wagatsuma als Person mit besonderen kulturellen Verdiensten geehrt und im gleichen Jahr mit dem Kulturorden ausgezeichnet.
Zu seinen Schülern gehörte der Jura-Professor Kawashima Takeyoshi (1909–1992).